# پژواک‌های بهشت
پژواک‌های بهشت (همچنین به عنوان سایه‌های طاووس نیز شناخته می‌شود) یک فیلم درام و عاشقانه استرالیایی محصول سال ۱۹۸۷ به کارگردانی فیلیپ نویس است.
فیلم داستان عشق یک زن استرالیایی و یک رقصنده بالیایی را روایت می‌کند.